# Geologie Europas

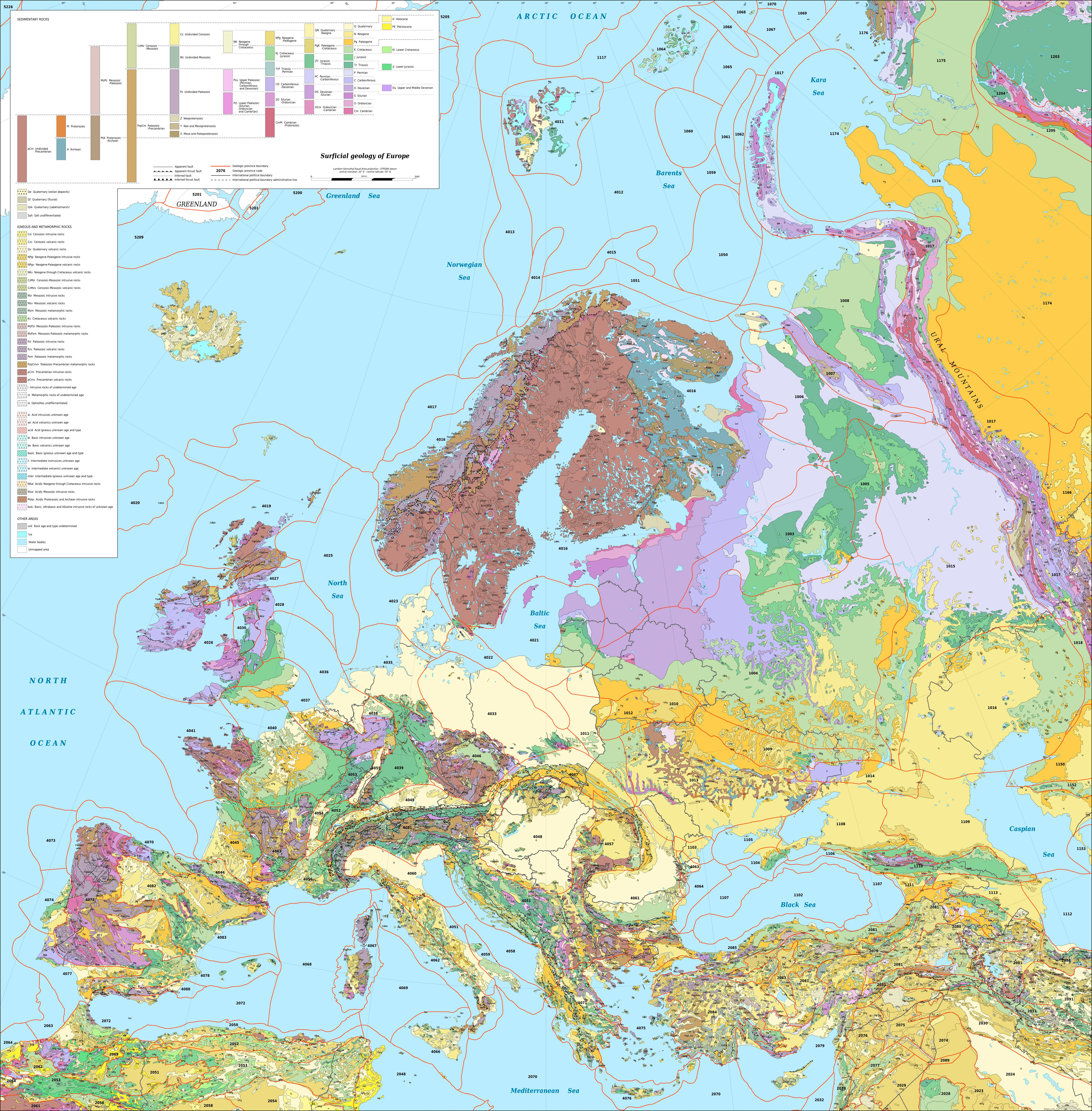
Oberflächengeologie Europas

Die Geologie Europas ist geprägt durch mehrere Phasen von Gebirgs- und Meeresbildung im Paläozoikum und Mesozoikum, wie deren Vergletscherung und Umformung im Känozoikum. Die Erdgeschichte Europas gibt mit Sedimentbecken, rezenten Gebirgen, Überresten alter Gebirge, Konsequenzen aus dem Werden und Vergehen von Ozeanen, dem Kommen und Gehen von Eiszeiten sowie aktiven und passiven Vulkanzonen einen repräsentativen Ausschnitt über wesentliche Entwicklungen der historischen Geologie.
Ein zentrales Merkmal Europas ist die Zweiteilung in das gebirgige und hochgelegene Südeuropa und die ausgedehnte, teilweise unter Wasser liegende nördliche Ebene, die sich von England im Westen bis zu dem Uralgebirge im Osten erstreckt. Diese beiden Regionen werden durch die Pyrenäen sowie die Alpen-Karpaten-Gebirgszüge voneinander getrennt. Die nördliche Ebene wird im Westen durch das Skandinavische Gebirge und die gebirgigen Teile der Britischen Inseln begrenzt. Die südliche Gebirgsregion wird vom Mittelmeer und dem Schwarzen Meer eingefasst. Zu den wichtigsten flachen Gewässern, die Teile der nördlichen Ebene bedecken, zählen die Keltische See, die Nordsee, die Ostsee und die Barentssee.

## Gliederung

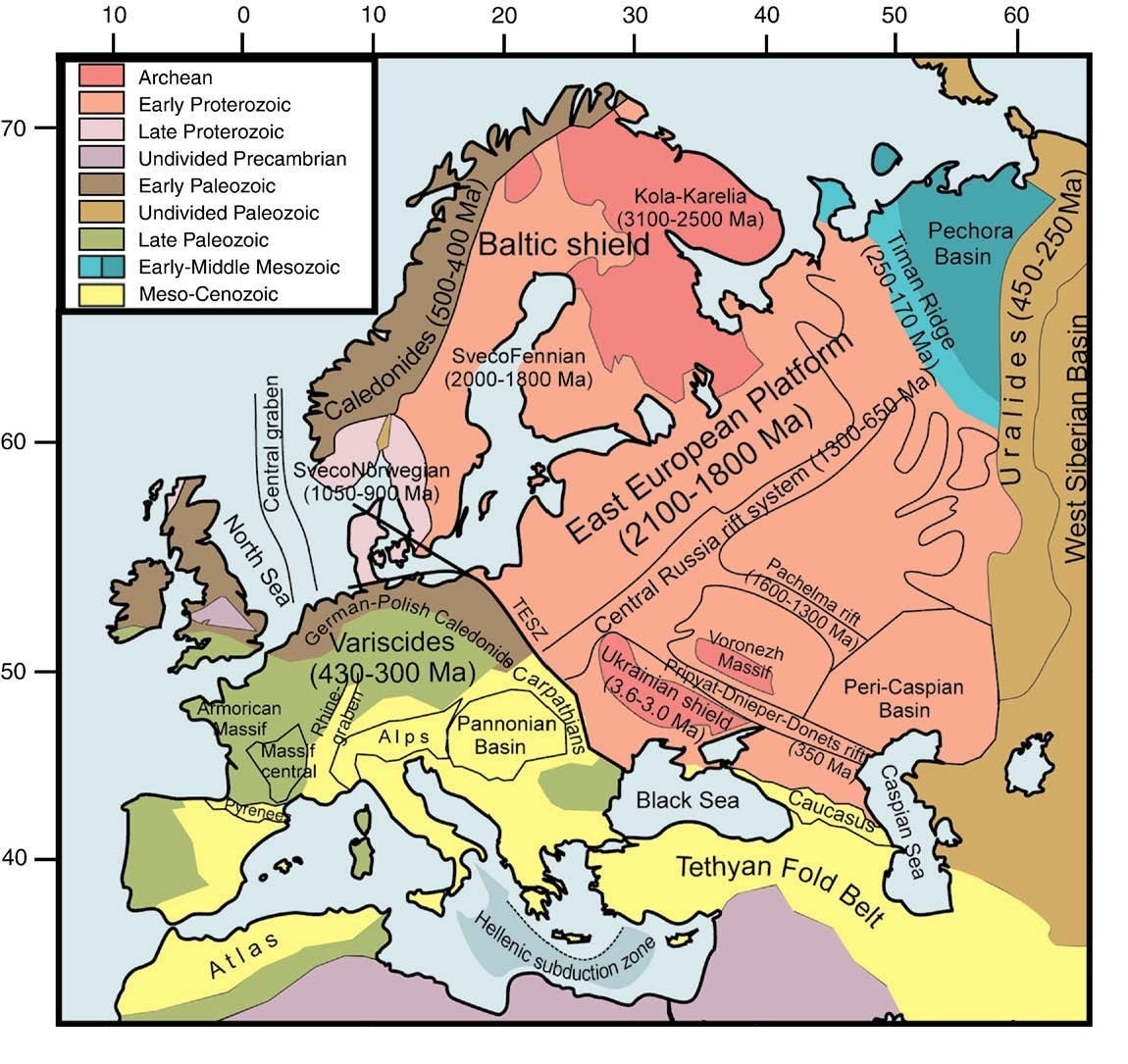
Vereinfachte tektonische Karte Europas, mit dem Baltischen Schild und der Osteuropäischen Plattform abgegrenzt von den europäischen Gebirgsgürteln (kaledonisch; variszisch; alpidisch) durch die Transeuropäische Suturzone (TESZ)

### Tektonik
Aus der Sicht der Plattentektonik ist die fortschreitende Nordwärtsbewegung der Afrikanischen Platte gegen die Eurasische Platte im Mittelmeerraum das prägendste Merkmal der heutigen geologischen Dynamik Europas. Der Druck der Afrikanischen Platte ist die Hauptursache für den Aufstieg der Pyrenäen, der Alpen und der Karpaten. Kalksteine und andere Sedimente, die einst den Meeresboden der Tethys-See bildeten, wurden durch diesen Druck emporgehoben und machen heute einen großen Teil dieser Gebirge aus. Südlich von Italien entsteht ein submarines Backarc-Becken, das eines von mehreren kleinen mediterranen Kontinentalfragmenten ist, die zwischen den beiden Platten gefangen sind. Diese Verformung der Erdkruste hebt die Gebirge Italiens an und verursacht aktive Verwerfungen und Vulkane wie den Ätna. Die Iberische Halbinsel wurde durch die Plattenkollision separat gedreht und an den Rest Europas angefügt.
Nördlich der Alpen und anderer Gebirgszüge nimmt die tektonische Aktivität stark ab, da hier das stabile Baltische Kraton liegt. Eine Ausnahme bildet ein Hotspot im Mantel unter Mitteldeutschland, der in geologischen Zeiträumen Vulkane wie den Vogelsberg in Hessen entstehen ließ.

### Provinzen
Geologisch betrachtet besteht Europa aus einem präkambrischen Kern – dem Osteuropäischen Kraton, dem sich in der Phanerozoischen Ära drei größere Krustenblöcke anschlossen: die Kaledoniden im Westen und Nordwesten, die Varisziden im Südwesten und die Alpidischen Gebirge im Süden. Auf der Ostseite kamen die Orogengürtel vom Timan zum Ende des Präkambriums und vom Ural im späten Paläozoikum bis frühen Mesozoikum hinzu.
Der weitaus größte Krustenblock, fast die Hälfte des Kontinents, wird vom Osteuropäischen Kraton gebildet. Die kaledonischen, variszischen und alpidischen Blöcke machen jeweils zwischen einem Viertel und einem Fünftel aus, wobei ein großer Teil heute unter Wasser liegt.

## Entwicklung
Europa als geografische Einheit ist, geologisch betrachtet, vergleichsweise jung. Seine gegenwärtige Form entstand vor etwa 20 Millionen Jahren während des Höhepunkts der alpidischen Gebirgsbildung. Seitdem erfuhren lediglich die Küsten – hauptsächlich durch Meeresspiegelschwankungen – noch größere Veränderungen. Vor der alpidischen Gebirgsbildung, bestand der europäische Kontinent aus einem alten präkambrischen Kern, welcher auf drei Seiten von den Resten alter Gebirge umgeben war. Auf der Nordwestseite hervorgegangen aus der kaledonischen Orogenese und auf der Süd- und Ostseite aus der variszischen Orogenese. Neben diesen drei entscheidenden Orogenesen des Phanerozoikums lassen mehrere Orogenesen für das Präkambrium nachweisen, so z. B. die Svekokarelidische, die Svekonorwegische und die Timan-Orogenese.

### Paläozoikum
Das präkambrische Nordosteuropa besteht aus Resten der Kontinente Baltica im Osten und Laurentia im Nordwesten sowie dem südwestlich davon liegenden Kleinkontinent Ost-Avalonia. Das kaledonische Europa in Teilen Großbritanniens und Skandinaviens entstand im Zeitraum vom Ordovizium bis zum Devon im Rahmen der Kaledonischen Gebirgsbildung. Das variszische oder herzynische Europa resultiert aus der Variszischen Gebirgsbildung der zahlreichen Mittelgebirge, der Entstehung des Urals sowie der Nordsee zwischen Devon und Perm.

### Mesozoikum
Das Alpeneuropa bildet sich ursprünglich vom Jura ausgehend, indem sich unter Bildung des Tethysmeeres die europäische Platte und die afrikanische Platte zunächst trennen, um dann ab dem Tertiär wieder zu kollidieren, was im Rahmen der alpidischen Gebirgsbildung zur Entstehung u. a. von Pyrenäen, Alpen und Karpaten führt. Das Mittelmeer bildet sich, schließt sich zeitweise zum Teil wieder; im östlichen Teil des Mittelmeeres setzt sich bis heute die Entwicklung fort, die Kollisionszone ist durch Vulkanismus im äolischen und im Kykladenbogen geprägt. Westeuropa wird vom Rhein-Rhone-Graben (siehe Westeuropäisches Riftsystem) durchdrungen.

### Känozoikum
Im Quartär erfolgen schließlich durch die Kaltzeiten und Gletscherzonen zahlreiche Umformungen der betreffenden Landstriche. Zwischen der skandinavischen und der alpinen Gletscherzone besteht zeitweise eine Mammutsteppe. Die infolge der Eiszeiten entstehende Löss-Zone von der Picardie bis zur Ukraine wird später zu einer der Hauptachsen der Urbanisierung Europas.
Vor etwa 5,33 Millionen Jahren fand die Flutung des Mittelmeerbeckens statt, nachdem die schmale Landbrücke in der Straße von Gibraltar durchgebrochen war. Vor diesem Ereignis war das Mittelmeer ein Binnenmeer, in dem sich Salze ablagerten (Messinische Salinitätskrise). Ein vergleichbares, jedoch viel jüngeres Ereignis verursachte die plötzliche Flutung des Schwarzmeerbeckens vor etwa 7600 Jahren.
Seit dem Ende der jüngsten Eiszeit haben sich die Küstenlinie Europas drastisch geändert. Da große Mengen Wasser während des Höhepunkts der Eiszeit in den Eisschilden gebunden waren, befanden sich weite Teile des Nordseebeckens und des Ärmelkanals oberhalb des Meeresspiegels, der ungefähr 120 Meter tiefer lag als heute. Vor noch etwa 10 000 Jahren lag zwischen Ostengland und Dänemark ein großes Landgebiet, das als Doggerland bezeichnet wurde. Seitdem ist das Niveau der Strandlinien in Nordeuropa um mehrere zehn Meter gestiegen, was anhand der gehobenen Strände Schottlands und Skandinaviens gut nachvollzogen werden kann.
Bis heute werden Schottland und Skandinavien werden um einige Millimeter im Jahr gehoben (Schottland bis zu fünf Millimeter, Skandinavien bis zu 15 Millimeter), während die Gebiete weiter im Süden, einschließlich Südostengland und die Niederlande, in vergleichbarer Größenordnung absinken. Es ist zu vermuten, dass diese Bewegungen durch den langsamen Ausgleich der Kruste auf das Abschmelzen der nordeuropäischen Eiskappe hervorgerufen werden.